# Ciak si muore
Pour plus de détails, voir Fiche technique et Distribution.
Ciak si muore est un giallo italien réalisé par Mario Moroni et sorti en 1974.

## Synopsis
Le réalisateur Benner est occupé avec son équipe à tourner un film. L'équipe est choquée lorsque Linda, Mary et Fanny, les actrices, sont retrouvées mortes. Richard Hanson est le premier suspect de la police, en tant qu'ancien membre de l'équipe qui a été licencié à cause de Linda. Mais lors du tournage de la dernière scène du film, le scénariste tente de tuer le réalisateur à l'aide d'un couteau. Ce dernier est sauvé par un policier qui tue finalement le meurtrier des trois actrices.

## Fiche technique
- Titre original italien  : Ciak si muore[1] (litt. « le glas de la mort »)
- Réalisateur : Mario Moroni, assisté de Mauro Macario
- Scénario : Mario Moroni, Roberto Mauri, Gianfranco Pagani
- Photographie : Giovanni Raffaldi
- Montage : Liliana Giboni
- Musique : Aldo Bonocore
- Costumes : Maurizio De Grandi
- Maquillage : Lucia La Porta
- Production : Gianfranco Pagani
- Société de production : Comet Film di Pagani Gianfranco
- Pays de production :  Italie
- Langue originale : italien
- Format : Couleur
- Durée : 84 minutes
- Genre : Giallo
- Dates de sortie :
  - Italie : 1974 (visa délivré le 21 mai 1974[1])

## Distribution
- Giorgio Ardisson : Inspecteur Menzel
- Annabella Incontrera : Lucia
- Ivano Staccioli : Richard Hanson
- Belinda Bron : Fanny
- Antonio Pierfederici : Benner
- Carlo Enrici : Ross, écrivain
- Renzo Ozzano : Sergent Bert Malden